# Руски-Поток
Ру́ски-По́ток (Ру́сский Пото́к, словац. Ruský Potok, русин. Руськый Потік, венг. Oroszpatak) — деревня и община в Снинском районе Прешовского края Словакии.

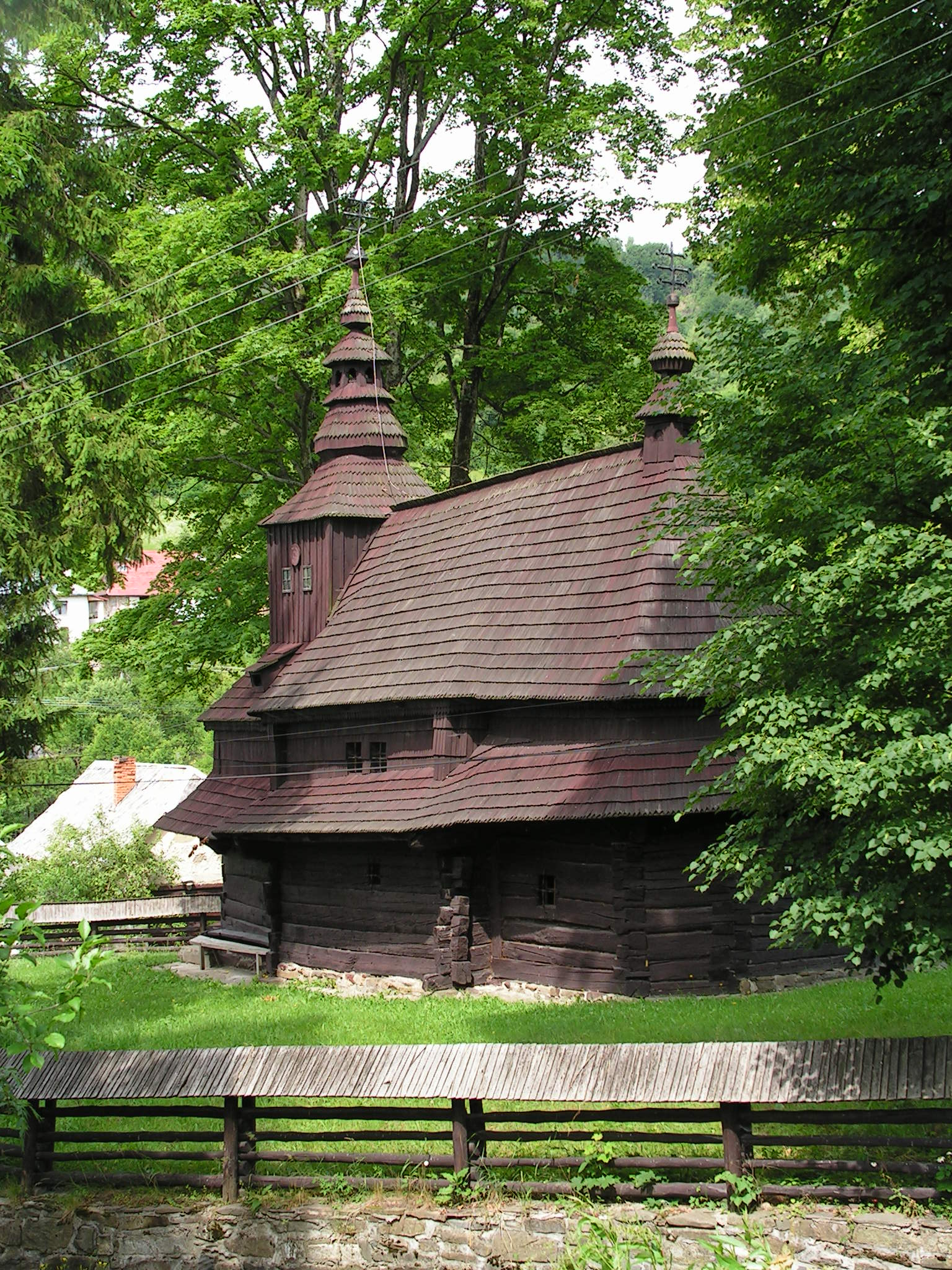
Церковь Архангела Михаила

Площадь общины занимает 12 885 км². На 31 декабря 2008 года население составляло 147 человек. Община расположена 440 м над уровнем моря. В исторических источниках деревня впервые упоминается в 1635 году.
Главной достопримечательностью Русского Потока является деревянная грекокатолическая церковь Архангела Михаила, построенная в 1740 году.

## Население
| Год:                | 1994 | 2004     | 2014     | 2024     |
| ------------------- | ---- | -------- | -------- | -------- |
| Количество человек: | 191  | 152      | 135      | 111      |
| Разница:            |      | −20,41 % | −11,18 % | −17,77 % |

## Известные уроженцы
- Мария Мальцовская[2] — русинская публицистка, писательница, лауреат Премии за русинскую литературу имени Александра Духновича от Карпато-русинского исследовательского центра в Гласспорте (США).